# Tantilla schistosa
Espèce
Synonymes
- Homalocranium schistosum Bocourt, 1883
- Tantilla phrenetica Smith, 1942
- Tantilla schistosa taylori Smith, 1962

Statut de conservation UICN

 LC  : Préoccupation mineure
Tantilla schistosa  est une espèce de serpents de la famille des Colubridae.

## Répartition
Cette espèce se rencontre :
- au Mexique ;
- au Belize ;
- au Guatemala ;
- au Honduras ;
- au Nicaragua ;
- au Costa Rica ;
- au Panama.

Sa présence est incertaine au Salvador.

## Publication originale
- Bocourt, 1883, in Duméril, Bocourt & Mocquard, 1870-1909 : Études sur les reptiles, p. 1-1012, in Recherches Zoologiques pour servir a l'Histoire de la Faune de l'Amérique Centrale et du Mexique. Mission Scientifique au Mexique et dans l'Amérique, Imprimerie Impériale, Paris.